# Summer World University Games 2025/Badminton
Bei den Summer World University Games 2025 wurden vom 17. bis zum 26. Juli 2025 in Mülheim an der Ruhr sechs Wettkämpfe im Badminton ausgetragen.

## Bilanz

### Medaillenspiegel
| Platz  | Land               | 00 | 00 | 00 | Gesamt |
| ------ | ------------------ | -- | -- | -- | ------ |
| 1      | China              | 2  | 1  | 4  | 7      |
| 2      | Chinesisch Taipeh  | 2  | 3  | 1  | 6      |
| 3      | Thailand           | 1  | 1  | 1  | 3      |
| 4      | Südkorea           | 1  | –  | 1  | 2      |
| 5      | Frankreich         | –  | 1  | –  | 1      |
| 6      | Japan              | –  | –  | 2  | 2      |
| 7      | Vereinigte Staaten | –  | –  | 1  | 1      |
| 7      | Malaysia           | –  | –  | 1  | 1      |
| 7      | Indien             | –  | –  | 1  | 1      |
| Gesamt | Gesamt             | 6  | 6  | 12 | 24     |

### Medaillengewinner
| Disziplin    | Gold | Silber | Bronze |
| ------------ | --- | --- | --- |
| Herreneinzel | Ting Yen-chen | Enogat Roy | Zhou Xinyu |
| Herreneinzel | Ting Yen-chen | Enogat Roy | Rei Miyashita |
| Dameneinzel  | Thamonwan Nithiittikrai | Tidapron Kleebyeesun | Wong Ling Ching |
| Dameneinzel  | Thamonwan Nithiittikrai | Tidapron Kleebyeesun | Ella Lin |
| Herrendoppel | Jin Yong Lee Jong-min | Cui Hechen Peng Jianqin | Peeratchai Sukphun Pakkapon Teeraratsakul |
| Herrendoppel | Jin Yong Lee Jong-min | Cui Hechen Peng Jianqin | Liao Pinyi Zhang Lejian |
| Damendoppel  | Li Qian Wang Yiduo | Jheng Yu-chieh Sung Yu-hsuan | Liu Jiayue Tang Ruizhi |
| Damendoppel  | Li Qian Wang Yiduo | Jheng Yu-chieh Sung Yu-hsuan | Sumire Nakade Yumi Tanabe |
| Mixed        | Wu Hsuan-yi Yang Chu-yun | Chen Cheng-kuan Hsu Yin-hui | Liao Pinyi Li Qian |
| Mixed        | Wu Hsuan-yi Yang Chu-yun | Chen Cheng-kuan Hsu Yin-hui | Lin Yu-chieh Jheng Yu-chieh |
| Mannschaft   | ChinaCui Hechen Dai Qinyi Li Qian Liao Pinyi Liu Jiayue Peng Jianqin Tang Ruizhi Wang Yiduo Wang Zijun Yuan Anqi Zhang Lejian Zhou Xinyu | Chinesisch TaipehChen Cheng-kuan Chen Zhi-ray Hsu Yin-hui Huang Ching-ping Jheng Yu-chieh Lin Yu-chieh Su Li-yang Sung Yu-hsuan Ting Yen-chen Wang Pei-yu Wu Hsuan-yi Yang Chu-yun | IndienSaneeth Dayanand Sathish Karunakaran Vaishnavi Khadkekar Tasnim Mir Devika Sihag Varshini Viswanath Sri                                                  |
| Mannschaft   | ChinaCui Hechen Dai Qinyi Li Qian Liao Pinyi Liu Jiayue Peng Jianqin Tang Ruizhi Wang Yiduo Wang Zijun Yuan Anqi Zhang Lejian Zhou Xinyu | Chinesisch TaipehChen Cheng-kuan Chen Zhi-ray Hsu Yin-hui Huang Ching-ping Jheng Yu-chieh Lin Yu-chieh Su Li-yang Sung Yu-hsuan Ting Yen-chen Wang Pei-yu Wu Hsuan-yi Yang Chu-yun | SüdkoreaChoi Hyo-won Choi Ji-hoon Jin Yong Kang Geon-hui Kim Chae-jung Kim Yun-ju Lee Chae-eun Lee Hye-won Lee Jong-min Lee So-yul Park Seung-min Park Si-hyun |